# ترکیه (روزنامه)
روزنامه ترکیه (انگلیسی: Türkiye) شرکت انتشارات و روزنامه در ترکیه است، که در سال ۱۹۷۰ توسط شرکت ایهلاس هولدینگ تأسیس شد.